# 傅說 (恆星)
傅說，即天蠍座G（G Scorpii），HD 161892，又名CD-3711907，SAO 209318、HR 6630，是一颗位於天蠍座的恒星，视星等为3.21，位于銀經353.5，銀緯-4.94，其B1900.0坐标为赤經17h 43m 3s，赤緯-37° -4.94′ 41″。拜耳命名法將該恆星編號為望遠鏡座γ，但現已劃入天蠍座。